# Christopher Nevinson

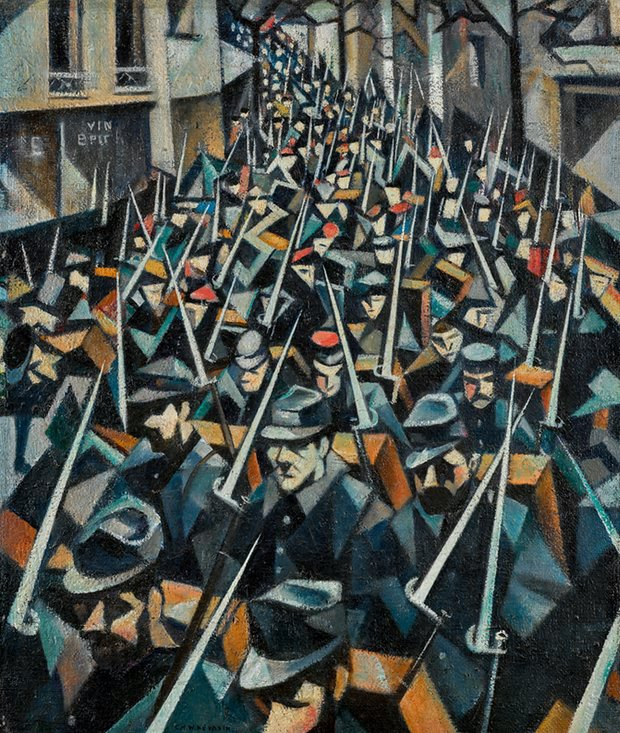
A Dawn (1914)

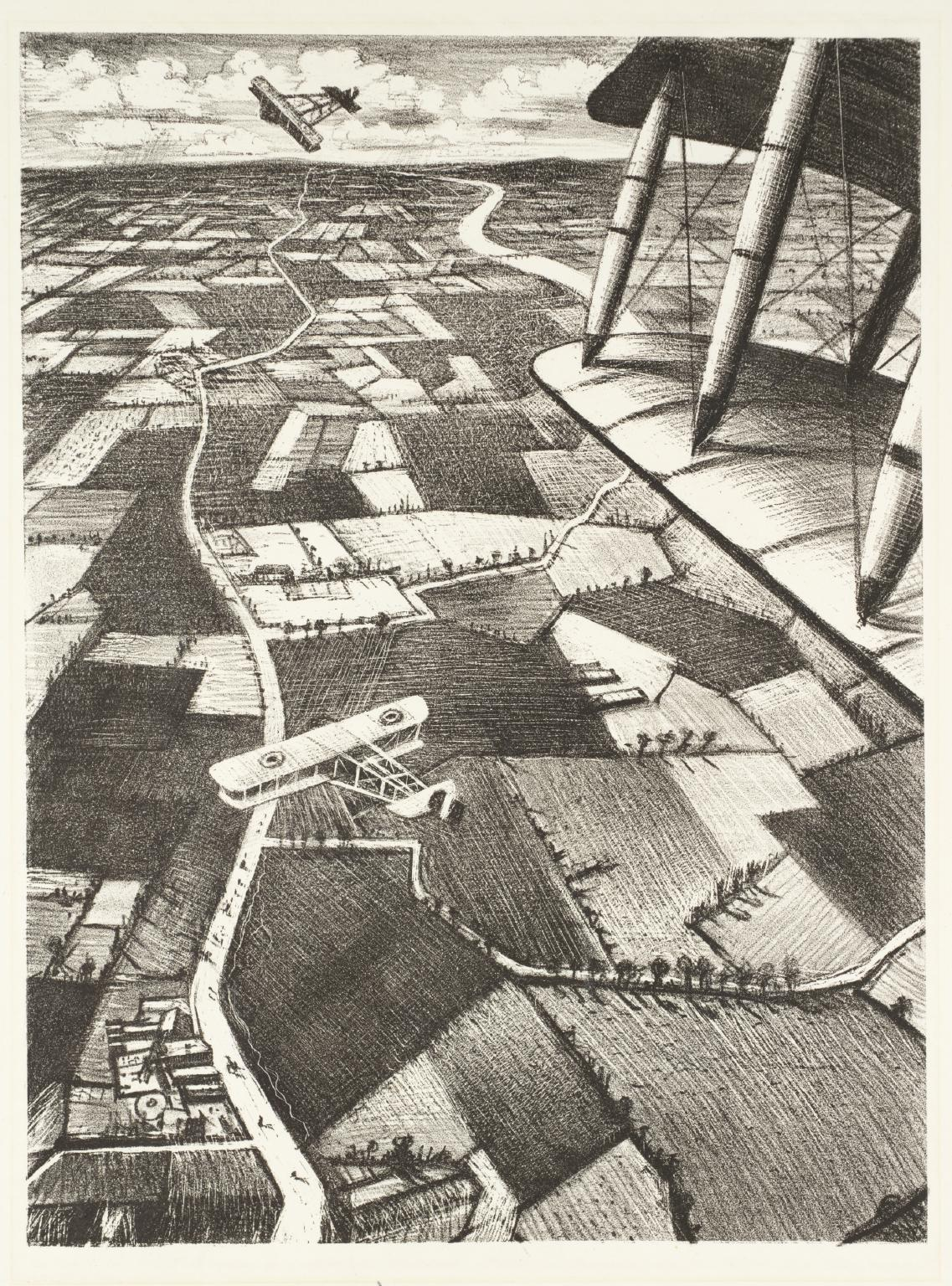
In the Air (1917)

Christopher Richard Wynne Nevinson (geboren 13. August 1889 in London; gestorben 7. Oktober 1946) war ein englischer Maler des Vortizismus.

## Vorkriegszeit
Sein Vater war der radikale Journalist Henry Nevinson, seine Mutter Margaret Nevinson war eine Frauenrechtsaktivistin.
Er wird dem Vortizismus zugerechnet, aber vielleicht ist er am besten dem Futurismus zuzurechnen.
Er besuchte die Slade School of Art, wo er Stanley Spencer und Mark Gertler kennenlernte.
Nachdem er die Slade School of Art verlassen hatte, arbeitete er als Journalist und Künstler in Paris und wurde ein wichtiger Vertreter der französischen Avantgarde. 1911 entdeckte er den Kubismus, der einen bleibenden Einfluss auf sein Werk hatte.

## Erster Weltkrieg
Als der Erste Weltkrieg ausbrach, meldete er sich als Freiwilliger beim Roten Kreuz, um den Dienst mit der Waffe zu entgehen.
1914 wurde er nach Frankreich geschickt, wo er als Fahrer und Sanitäter arbeitete. Später trat er dem Royal Army Medical Corps
bei und wurde im Third General Hospital in London eingesetzt. Im Januar 1916 wurde er wegen rheumatischen Fiebers als Invalide aus der Armee entlassen.
Während der Rekonvaleszenz malte er Bilder, die aus seiner Erfahrung in Frankreich basierten. Eine Ausstellung im September 1916 machte
das War Propaganda Bureau auf ihn aufmerksam, das ihn 1917 als offizieller Kriegsmaler an die Westfront sandte, wo er an die sechzig Bilder malte. Der Inhalt einiger Werke wurde als so inakzeptabel betrachtet, dass sie nach Kriegsende nicht ausgestellt wurden.

## Zwischenkriegszeit und Zweiter Weltkrieg
Nach dem Krieg malte er vor allem Stadtansichten und Genre-Bilder. 1937 veröffentlichte er seine Autobiografie  Paint and Prejudice.
Im Zweiten Weltkrieg wurde er wieder Kriegsmaler, 1942 hatte er jedoch einen schweren Schlaganfall. Er starb 1946.

## Werke
- Machine-Gun
- Path of Glory
- The Harvest of the Battle
- A Group of Soldiers
- Troops Resting
- The Road from Arras to Bapaume
- A Taube